# QU-ANT-EM
QU-ANT-EM is een elektronenmicroscoop uit de Titan-reeks die verbonden is aan de Universiteit Antwerpen. Het is, anno 2013, de krachtigste microscoop van Europa.

## Realisatie
QU-ANT-EM is een realisatie van de EMAT-onderzoeksgroep onder leiding van Staf Van Tendeloo. De bouw duurde drie jaar en de kostprijs bedroeg tien miljoen euro, mede opgebracht door de Herculesstichting van de Vlaamse Regering (2,6 miljoen), door Umicore, IMEC en FEI.
Het toestel werd ontworpen door FEI, een afsplitsing van Philips en volledig gemaakt en gemonteerd in Philips Eindhoven.
Daarnaast is er ook samenwerking met Bekaert, de Katholieke Universiteit Leuven, de Universiteit Gent, Enabling Science and Technology through European Electron Microscopy (ESTEEM), Intel en IBM.

## Technische gegevens[3]
- De microscoop staat apart in een bunker met muren van 25 cm dikte om trillingen tegen te gaan
- Zichtbaarheid : 0,5 ångström
- Mogelijkheid tot het maken van 3D-beelden
- Beschikt over Electron Energy Loss Spectroscopy (EELS) analyse om atomen te identificeren.
- Laag-energetische straling mogelijk voor analyse van DNA